# (1886) Lowell
(1886) Lowell est un astéroïde de la ceinture principale.

## Description
(1886) Lowell est un astéroïde de la ceinture principale. Il fut découvert par Henry Lee Giclas et Robert D. Schaldach le 21 juin 1949 à Flagstaff (observatoire Lowell). Il présente une orbite caractérisée par un demi-grand axe de 2,6262 UA, une excentricité de 0,1581 et une inclinaison de 14,8847° par rapport à l'écliptique.
Il fut nommé en hommage à l'astronome Percival Lowell.

## Compléments